# Outeiro (Quiroga)
Outeiro (llamada oficialmente Santa María de Outeiro) es una parroquia y una aldea española del municipio de Quiroga, en la provincia de Lugo, Galicia.

## Organización territorial
La parroquia está formada por dos entidades de población:
- Cruz de Outeiro (A Cruz de Outeiro)
- Outeiro

## Demografía

### Parroquia
| Gráfica de evolución demográfica de Outeiro (parroquia) entre 2000 y 2020 |
|                                                                           |
| Datos según el nomenclátor publicado por el INE.                          |

### Aldea
| Gráfica de evolución demográfica de Outeiro (aldea) entre 2000 y 2020 |
|                                                                       |
| Datos según el nomenclátor publicado por el INE.                      |